# Iosto (animale)
Lo iosto (acronimo di Ibrido Ovino Sardo Tutelato all'Origine) è un ovino ibrido che nasce dall'incrocio tra un muflone (Ovis musimon) e una pecora di razza sarda (Ovis aries). Erroneamente chiamato "losto" a causa di un errore di lettura e trascrizione.

## Storia
Esistenti da sempre in natura, seppur molto rari - poiché sporadicamente i mufloni maschi si avvicinavano alle greggi attratti dalle femmine in estro -, animali nati dall'incrocio tra pecora e muflone vennero descritti già da Plinio il Vecchio nel libro VIII della sua Naturalis Historia. Nel 2000 alcuni esemplari furono ottenuti artificialmente dai ricercatori dell'Università di Sassari, che fecero accoppiare pecore domestiche di razza sarda e maschi di muflone, a scopo prettamente alimentare. La carne di questi animali è molto apprezzata per il suo sapore.